# Il conte di Montecristo (film 2024)
Il conte di Montecristo (Le Comte de Monte-Cristo) è un film francese del 2024 scritto e diretto da Alexandre de La Patellière e Matthieu Delaporte, liberamente ispirato all'omonimo romanzo di Alexandre Dumas.

## Trama
Nel 1815, il marinaio Edmond Dantès, disubbidendo agli ordini, salva una donna naufraga nel Mar Mediterraneo. La donna, Angèle, porta con sé una lettera dell'esiliato Napoleone, che il capitano Danglars sequestra. Giunto a Marsiglia, Danglars segnala Edmond all'armatore Morrel, ma lui licenzia Danglars per aver trascurato il suo dovere di aiutare i naufraghi e promuove Edmond al suo posto.
Edmond torna a casa per condividere la notizia con la sua fidanzata, Mercédès Herrera, e suo cugino, Fernand de Morcerf, che nutre dei sentimenti per lei. Edmond chiede a Fernand di essere il suo testimone alle loro imminenti nozze. Tuttavia, il giorno del matrimonio, Edmond viene arrestato e accusato di essere bonapartista. Portato di fronte a Gérard de Villefort, il procuratore aggiunto di Marsiglia, Edmond si dichiara innocente, spingendo Villefort a prendere in considerazione l'idea di rilasciarlo. Tuttavia, Edmond rivela di conoscere l'identità di Angèle. Villefort lo trattiene ulteriormente mentre interroga Danglars e Fernand. I tre cospirano per assicurare la prigionia di Edmond, corrompendo anche il marinaio Caderousse. Angèle, si rivela la sorella di Villefort e chiede il rilascio di Edmond e minaccia di rivelare la relazione del fratello con un'altra donna. Nel tentativo di zittirla, Villefort arruola Danglars per eliminare la sorella.
Edmond viene imprigionato nel castello d'If, dove dopo quattro anni incontra il suo compagno di prigionia l'abate Faria, un detenuto che nel tentativo di fuggire scavando una galleria, raggiunge per sbaglio la cella del giovane. I due fanno amicizia e riprendono a scavare il tunnel insieme, Faria inoltre lo istruisce in lingue, scienze e cultura per dieci anni e rivela a Edmond anche l'ubicazione di un vasto tesoro sull'isola di Montecristo. Prima della loro fuga pianificata, Faria viene ferito mortalmente da una frana (che blocca la via di fuga) e poi muore. Edmond porta il corpo del sacerdote nella sua cella, si nasconde nel sacco funerario al suo posto e, dopo essere stato gettato in mare, fugge e nuota verso la libertà. Tornato a Marsiglia, Edmond scopre che suo padre è morto, che Mercédès ha sposato Fernand e si è trasferita a Parigi. Edmond, ruba una piccola imbarcazione e si reca a Montecristo, dove trova il tesoro nascosto.
Un anno dopo travestito da sacerdote si reca da Caderousse e racconta che Edmond è morto, Caderousse sentendo che lo considerava ancora un amico, confessa la cospirazione di cui fu l'unico a pentirsi oltre a non averci guadagnato nulla, senza contare che non poteva niente contro gli altri diventati ora uomini potenti e di spicco: Fernand è generale, Villefort un giudice e Danglars dopo aver rovinato Morrel, comprando con l'inganno tutte le sue navi, oltre a essere un ricco mercante ha sposato una nobile (l'ex amante di Villefort) e grazie a lui, trova Angèle, ora morente e costretta a prostituirsi, che riconosce, sollevata che sia vivo. Lei rivela di aver cercato in passato di vendicarsi dei crimini di Villefort, incluso il suo tentativo di seppellire vivo il figlio illegittimo, André, appena nato. Tuttavia, tra la vendetta e la vita, decide di scegliere quest'ultima salvando la vita del bambino e mettendolo in un orfanotrofio. Edmond prende André sotto la sua ala (dopo avergli fatto rivedere un'ultima volta la zia), ribattezzandolo Principe Andrea Cavalcanti, e rendendolo un personaggio chiave nei suoi piani, dopo essersi presentato come il Conte di Montecristo
Il Conte orchestra una serie di piani contro i suoi nemici. Organizza un salvataggio del figlio di Fernand, Albert, guadagnandosi la fiducia di lui e del padre. Tramite Albert, il Conte ottiene le presentazioni di Danglars e Villefort. Si riunisce anche con Mercédès, che vedendolo, rimane turbata. Nel frattempo, Edmond usa Andrea per ammaliare Eugénie, la figlia di Danglars, e presenta Haydée, una bella ragazza sotto la sua protezione, ad Albert, incoraggiandola ad ammaliarlo.
La vendetta di Edmond si svolge con precisione. Si diffonde la notizia della scomparsa della flotta di Danglars, che causa il crollo delle sue azioni. Fernand, usando il suo accesso all'intelligence militare, informa Danglars che i resoconti sono falsi. Danglars prende in prestito denaro da Montecristo per recuperare le sue perdite, usando i suoi beni come garanzia. A un processo in cui Danglars cerca di citare in giudizio il giornale per diffamazione, Andrea si rivela come il figlio illegittimo di Villefort (usando come prova la copertina con cui fu avvolto appena nato), esponendo i crimini passati del padre che tenta di negare le accuse ma quando il figlio gli impone di non obbligare la madre a testimoniare in quanto ha sofferto fin troppo per colpa sua l'uomo ormai scoperto se né va dimostrando di essere realmente responsabile dell'accaduto. André infine si rivela alla sorella che non aveva mai saputo di lui e gli augura di essere felice. Intanto le navi di Danglars vengono rubate da diversi uomini capitanati da Caderousse, che ottiene anche lui la sua vendetta, facendogli perdere tutto , Edmond prima di andarsene, gli rivela nell'orecchio chi è veramente. Villefort, sconfitto e umiliato, se ne va dal tribunale,  ma André, spinto dalla vendetta, lo uccide vendicando la zia che amava profondamente ma purtroppo viene colpito a morte dalle guardie. Haydée, devastata dalla morte di André, si rivolta contro il conte, ritenendolo responsabile.
Mentre Haydée e Albert progettano di andarsene, vengono affrontati dal Conte, che esige che Haydée riveli la verità sul tradimento del padre di Albert verso suo padre, Alì Pasha di Telepeni, Fernand lo aveva venduto ai suoi nemici, solo per far carriera. Infuriato, Albert sfida il Conte a duello. Mercédès affronta Edmond, implorando di risparmiare la vita di suo figlio, in quanto non ha colpe. Edmond accetta la richiesta, ponendo fine al loro duello senza spargimento di sangue. Incoraggia Haydée e Albert a trovare la felicità insieme, dopo avergli lasciato parte della sua fortuna, capendo che la ragazza lo ama veramente. Mercédès lascia Fernand, che affronta Edmond nella disperazione. I due duellano, ed Edmond ne esce ferito ma vittorioso. Rifiutandosi di uccidere il suo nemico, lo lascia vivere in disgrazia con le sue perdite, dopo che anche i suoi crimini sono venuti alla luce.
Edmond lascia la sua tenuta, intraprendendo una vita di viaggi. Mercedes mentre è in una chiesa trova in una Bibbia un'ultima lettera per lei, con scritto: "Tutta la saggezza umana è contenuta in queste due parole: 'Aspettare e sperare'".

## Distribuzione
La pellicola è stata presentata fuori concorso al Festival di Cannes il 22 maggio 2024.
Uscito nelle sale cinematografiche francesi il 28 giugno 2024 e distribuito da Pathé, ha avuto oltre 9 milioni di spettatori in Francia, dove è diventato il secondo film con il maggior incasso del 2024 e si è collocato tra i venti film francesi più visti della storia.
In Italia, il film è stato trasmesso in anteprima assoluta su Canale 5 in due serate, giovedì 26 dicembre e venerdì 27 dicembre 2024.

## Riconoscimenti
- 2025 – Premio César[6][7]
  - Migliore scenografia a Stéphane Taillasson
  - Migliori costumi a Thierry Delettre
  - Candidatura per il miglior film
  - Candidatura per il miglior regista a Matthieu Delaporte e Alexandre de La Patellière
  - Candidatura per il migliore attore a Pierre Niney
  - Candidatura per il migliore attore non protagonista a Bastien Bouillon
  - Candidatura per il migliore attore non protagonista a Laurent Lafitte
  - Candidatura per la migliore attrice non protagonista ad Anaïs Demoustier
  - Candidatura per il miglior adattamento a Matthieu Delaporte e Alexandre de La Patellière
  - Candidatura per la migliore fotografia a Nicolas Bolduc
  - Candidatura per il miglior montaggio a Célia Lafitedupont
  - Candidatura per la migliore musica a Jérôme Rebotier
  - Candidatura per i migliori effetti visivi ad Olivier Cauwet
  - Candidatura per il miglior sonoro a David Rit, Gwennolé Le Borgne, Olivier Touche, Laure-Anne Darras, Marion Papinot, Marc Doisne e Samuel Delorme
- 2025 – Premio Lumière[8][9]
  - Migliore fotografia a Nicolas Bolduc
  - Candidatura per il miglior regista a Matthieu Delaporte e Alexandre de La Patellière
  - Candidatura per il miglior attore a Pierre Niney